# Кемерон Брайт
Кемерон Брайт (англ. Cameron Bright), при народженні Кемерон Дуглас Криггер (англ. Cameron Douglas Crigger); нар. 26 січня 1993, Вікторія, (Британська Колумбія), (Канада) — канадський актор.

## Біографія
Свою кар'єру Брайт почав з того, що знявся в рекламі канадської телекомпанії Telus. Потім йому запропонували невелику роль в серіалі "Вище землі". Камерон зіграв ще в декількох телефільмах і серіалах (у тому числі «Зоряна брама: SG-1» і «Темний ангел»), перш ніж потрапив у велике кіно, де став працювати з багатьма з сьогоднішніх легендарних акторів. Але починався його шлях до вершини з шестирічного віку.
Брайт народився в Британській Колумбії, в місці, яке він все ще називає домом, разом зі своїм старшим братом Брайсом. 
Багато дивного є в тому, як Камерон увійшов в цей бізнес і якщо Ви запитаєте його, він буде завжди відповідати одне і те ж: "Люди завжди говорили, що я був схожий на когось з кінофільмів. Моя мама запитала мене, хотів би я зніматися, і я сказав "добре". 
Його мати Енн, пояснювала незліченна безліч разів, як те, що почалося як простий спосіб заробити гроші на коледж для її синів, згодом стало чимось більшим.

## Нагороди та номінації
За роботу у фільмі «Народження» в 2005 році отримав три нагороди:
- премію «Сатурна» як найкращому виконавцю серед молодих акторів;
- нагороду Critics Choice Award у номінації: «Найкращий молодий актор»;
- нагороду Young Artist Award у номінації: «Найкраща гра у художньому фільмі — найкращий молодий актор».

За роботу в фільмі «Тут курять» в 2007 у 2007 році отримав нагороду Critics Choice Award у номінації: «Найкращий молодий актор».
За роботу в фільмі «Біжи не оглядаючись» в 2007 році отримав нагороду Young Artist Award у номінації: «Найкраща гра в художньому фільмі»
За роботу в фільмі «Люди-ікс» в 2007 році отримав нагороду Young Artist Award у номінації «Найкраща гра в художньому фільмі».

## Фільмографія
- 2013 — Мотив / Motive (США, Канада)]] — Manny Flynn
- 2013 — Остання дівчина / Final Girl (США, Канада) — Shane
- 2012 — Маленька слава / Little Glory (США, Канада) — Shane
- 2012 — Сутінки. Сага: Світанок — Частина 2 / Breaking Dawn.Part 2 (США) — Алек
- 2011 — Сутінки. Сага: Світанок — Частина 1 / Breaking Dawn.Part 1 (США) — Алек
- 2011 — Останні години землі / Earth's Final Hours (США, Канада) — Енді
- 2010 — Сутінки. Сага. Затемнення / Twilight Saga: Eclipse, The (США) — Алек
- 2009 — Сутінки / Twilight Saga: New Moon, The (США) — Алек
- 2009 — Американська інтрижка / An American Affair (США) — Адам Стейффорд
- 2008 — Замуровані в стіни / Walled In (США)
- 2007 — Нормальні / Normal (Канада)
- 2007 — Мільйони на Різдво / Christmas in Wonderland (США, Канада) — Денні Сандерс
- 2007 — Джуно / Juno (США, Канада, Венгрия) — епізод
- 2006 — Люди Ікс: Остання битва / X-Men: The Last Stand (США) — Ліч
- 2006 — Панічна втеча / Running Scared (Німеччина, США) — Олег Югорсикий
- 2006 — Ультрафіолет / Ultraviolet
- 2004 — Ефект метелика / The Butterfly Effect